# قرار مجلس الأمن التابع للأمم المتحدة رقم 1593
قرار مجلس الأمن التابع للأمم المتحدة رقم 1593، الذي تم تبنيه في 31 مارس 2005، بعد تلقي تقرير من لجنة التحقيق الدولية بشأن دارفور، أحال المجلس الوضع في إقليم دارفور بالسودان إلى المحكمة الجنائية الدولية وطالب السودان بالتعاون بشكل كامل. وكانت هذه هي المرة الأولى التي يحيل فيها المجلس قضية ما إلى المحكمة، كما أنه أجبر دولة على التعاون معها.
السودان، وهو ليس عضوا دائما في المحكمة الجنائية الدولية بموجب نظام روما الأساسي، يرفض الاعتراف باختصاص المحكمة، وذكر أن «المحكمة الجنائية الدولية ليس لها مكان في هذه الأزمة على الإطلاق».

## القرار
بموجب الفصل السابع من ميثاق الأمم المتحدة، أحال المجلس الوضع منذ 1 يوليو 2002 إلى المحكمة الجنائية الدولية وحث جميع الدول على التعاون مع المحكمة، سواء كانت طرفًا في نظام روما الأساسي أم لا. تمت دعوة المحكمة الجنائية الدولية والاتحاد الأفريقي لمناقشة الجوانب العملية للإجراءات المتعلقة بالنزاع، في حين تم تشجيع المحكمة الجنائية الدولية على تعزيز سيادة القانون وحقوق الإنسان ومكافحة الإفلات من العقاب في دارفور.
كما أكد القرار على أهمية المصالحة من خلال إنشاء لجان الحقيقة على سبيل المثال. سيخضع مواطنو دولة غير السودان التي لم تعترف باختصاص المحكمة للاختصاص القضائي لتلك الولاية فيما يتعلق بالأفعال المتعلقة بالسودان.
تم تبني القرار بأغلبية 11 صوتا وامتناع أربعة أعضاء عن التصويت من الجزائر والبرازيل والصين والولايات المتحدة. فضل الممثل الجزائري حلاً للمشكلة من وضع الاتحاد الأفريقي، ووافقت البرازيل على القرار لكنها اعترضت على وجهة نظر الولايات المتحدة بشأن الاختصاص الانتقائي للمحكمة، واختلف الممثل الصيني مع بعض عناصر النظام الأساسي للمحكمة الجنائية الدولية ودافع على أن يتم محاكمة الجناة في محاكم سودانية، واعترضت الولايات المتحدة على بعض أحكام المحكمة، لكنها دعمت بشكل عام المصالح الإنسانية ومكافحة الإفلات من العقاب.

## روابط خارجية
- نص القرار في undocs.org
- Fourth report of the Prosecutor of the International Criminal Court, Mr. Luis Moreno Ocampo, to the UN Security Council pursuant to Resolution 1593 (2005) على موقع واي باك مشين (نسخة محفوظة January 22, 2009)